# Alexander Piorkowski
Alexander (Alex) Piorkowski (Brema, 11 ottobre 1904 – Landsberg am Lech, 22 ottobre 1948) è stato un ufficiale tedesco.

## Biografia
Alexander Piorkowski era un meccanico esperto, ma dal 1920, ha lavorato come venditore ambulante.
Dal primo giugno del 1929, ha iniziato a servire nelle SA, e nel 1933, si è trasferito nelle SS (tess. n. 8.737). Piorkowski, ha operato fino al 20 luglio 1935, nel reggimento SS di Brema, per poi essere stato trasferito l'anno successivo al reggimento SS di Olsztyn. Per motivi di salute è andato in pensione il 19 settembre 1936 dal proprio servizio militare.

## Campo di concentramento di Dachau
Dal luglio 1937 al dicembre 1937 ha servito come comandante del campo di concentramento Lichtenburg e dopo la conversione di questo campo in un lager femminile, il direttore del campo è stato assistito da Gunther Tamaschke come suo vice fino all'agosto del 1938. Da lì è stato trasferito agli inizi di agosto 1938, nel campo di concentramento di Dachau, dove ha ricoperto il rango di Schutzhaftlagerführer (vicecomandante). Dal 7 gennaio 1939 fino al 2 gennaio 1942 è stato comandante di questo campo di concentramento. L'accusa di corruzione resagli nota il 31 agosto 1943, lo ha accusato di incapacità di lavoro con le Waffen-SS, così è stato licenziato, e cacciato dalle SS.

## Arresto e morte
Dopo la seconda guerra mondiale, Piorkowski è stato giudicato davanti a un tribunale militare degli Stati Uniti nel corso dei processi contro i responsabili Dachau. È stato accusato di crimini contro l'umanità, la deportazione, e maltrattamenti dei prigionieri nel campo di concentramento di Dachau. Piorkowski è stato condannato a morte e impiccato dopo avere creduto in ricorsi inutili di clemenza, nel carcere di Landsberg.